# Distrianthes
Distrianthes es un género con tres especies de arbustos  pertenecientes a la familia Loranthaceae. Es originario de Nueva Guinea.

## Taxonomía
El género fue descrito por Benedictus Hubertus Danser y publicado en Bulletin du Jardin Botanique de Buitenzorg, ser. 3,  10: 291 - 312 en el año 1929. La especie tipo es Distrianthes molliflora Danser.

## Especies aceptadas
A continuación se brinda un listado de las especies del género Distrianthes aceptadas hasta noviembre de 2014, ordenadas alfabéticamente. Para cada una se indica el nombre binomial seguido del autor, abreviado según las convenciones y usos.	
- Distrianthes lamii Danser
- Distrianthes molliflora 	Danser
- Distrianthes spathata 	Danser